# Festival di Kadayawan
Il Festival di Kadayawan è un festival annuale che si tiene a Davao, nelle Filippine. Il suo nome deriva dal saluto amichevole e colloquiale "madayaw", derivante dalla parola Dabawenyo "dayaw", che significa buono, prezioso, superiore e bello. Il festival è una celebrazione della vita, un ringraziamento per i doni della natura, la ricchezza della cultura, i doni del raccolto e la serenità della vita. Si tiene ogni terza settimana di agosto.

## Galleria d'immagini

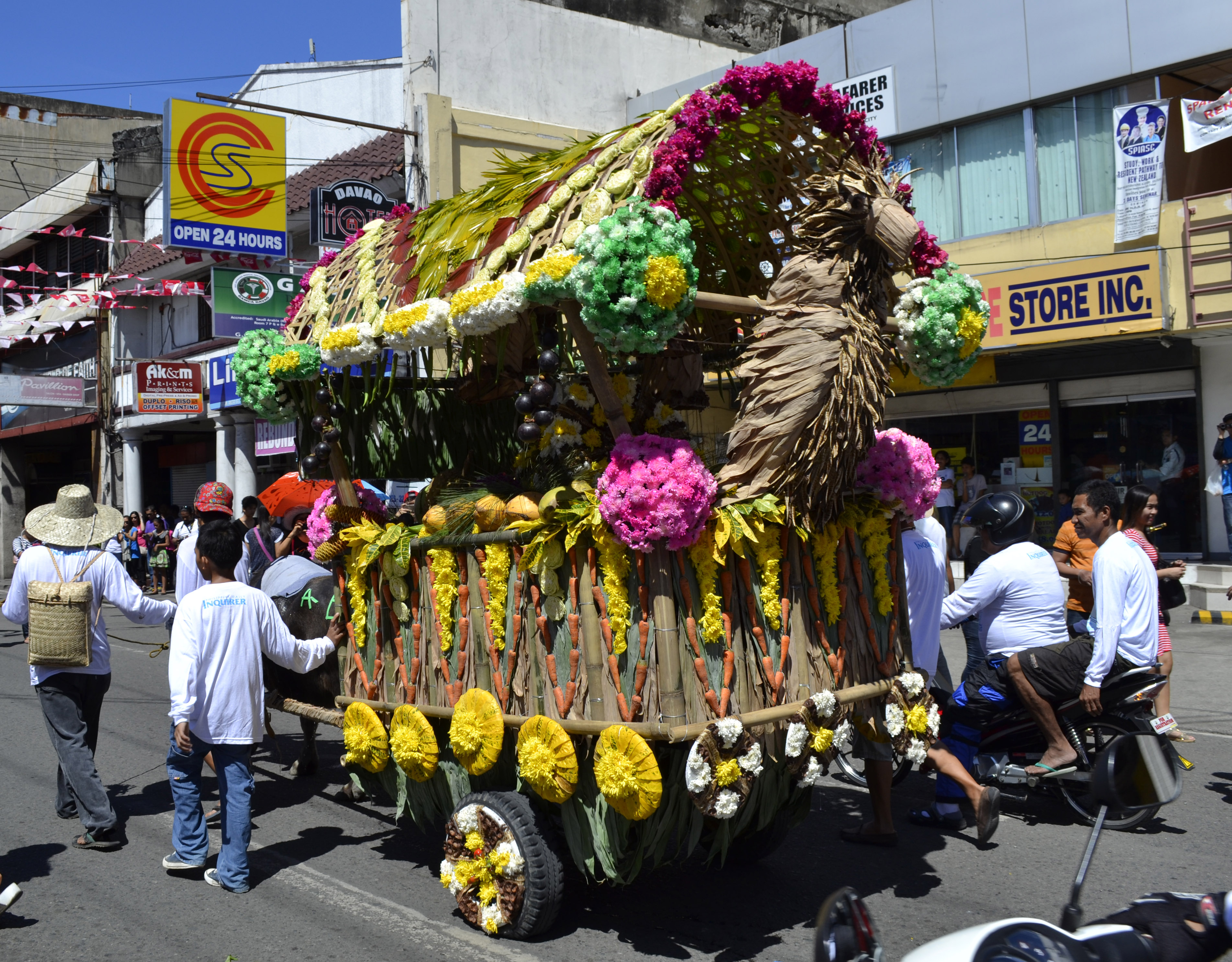
La parata floreale al Kadayawan Festival.
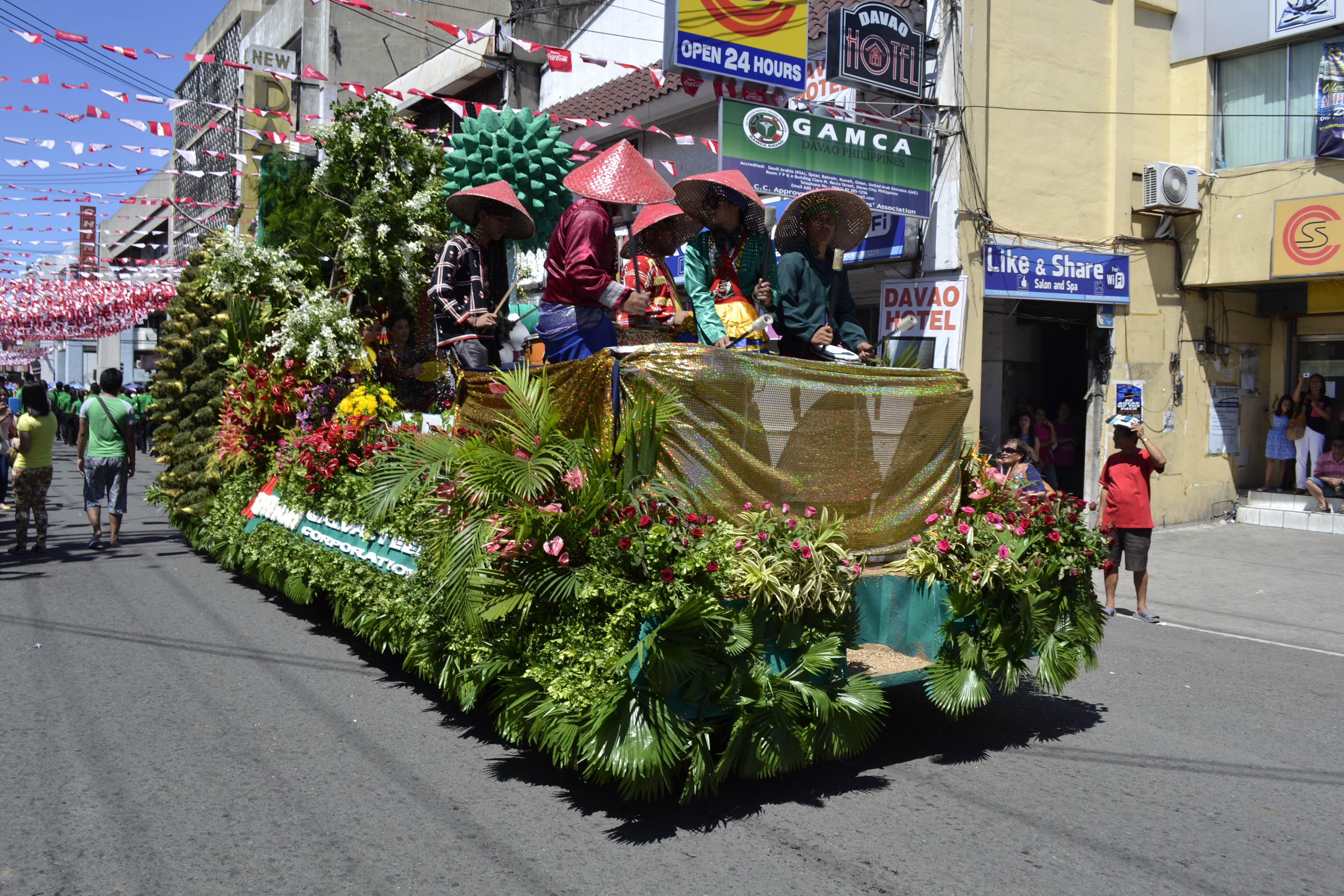
La parata floreale al Kadayawan Festival.
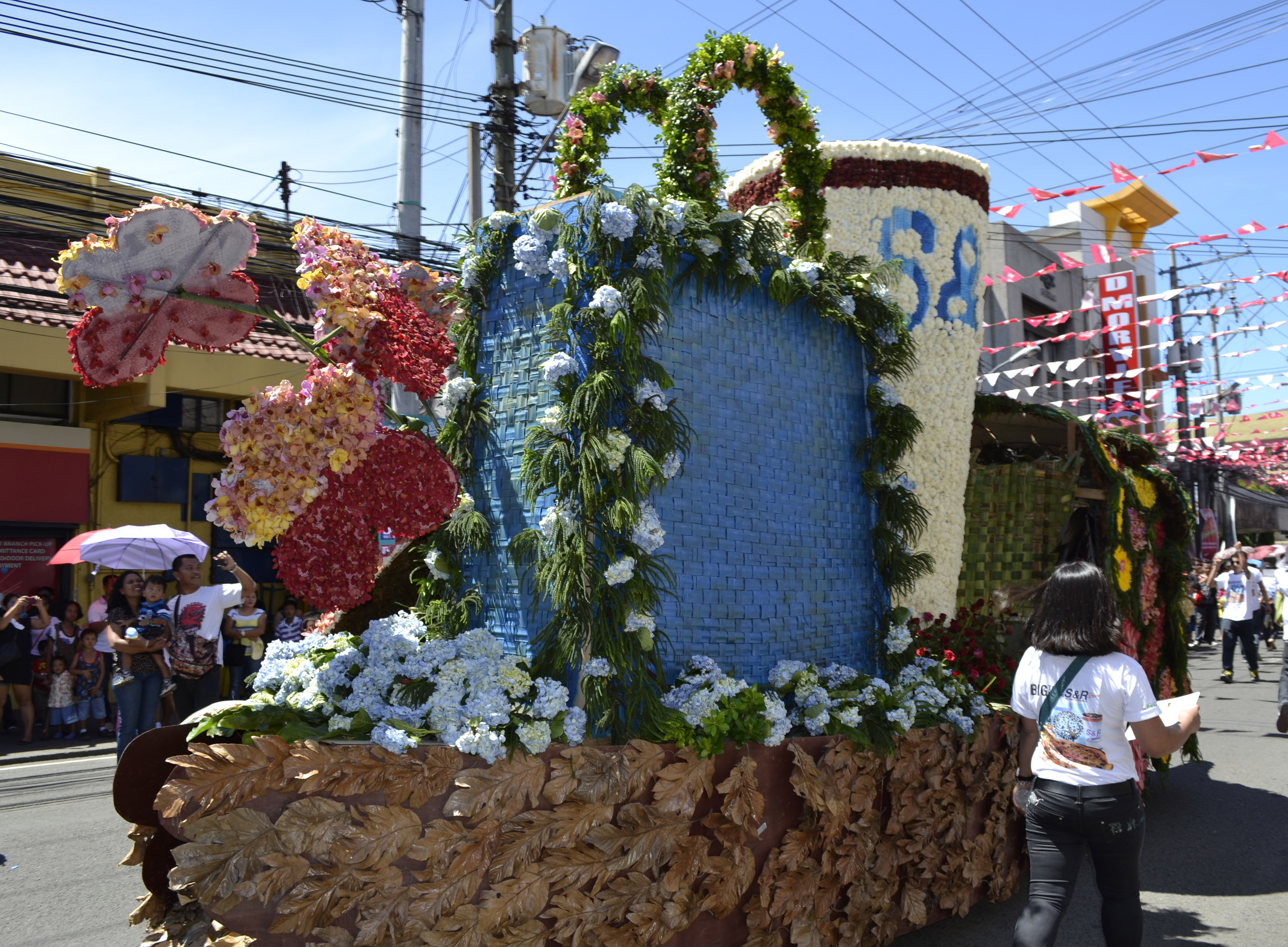
La parata floreale al Kadayawan Festival.
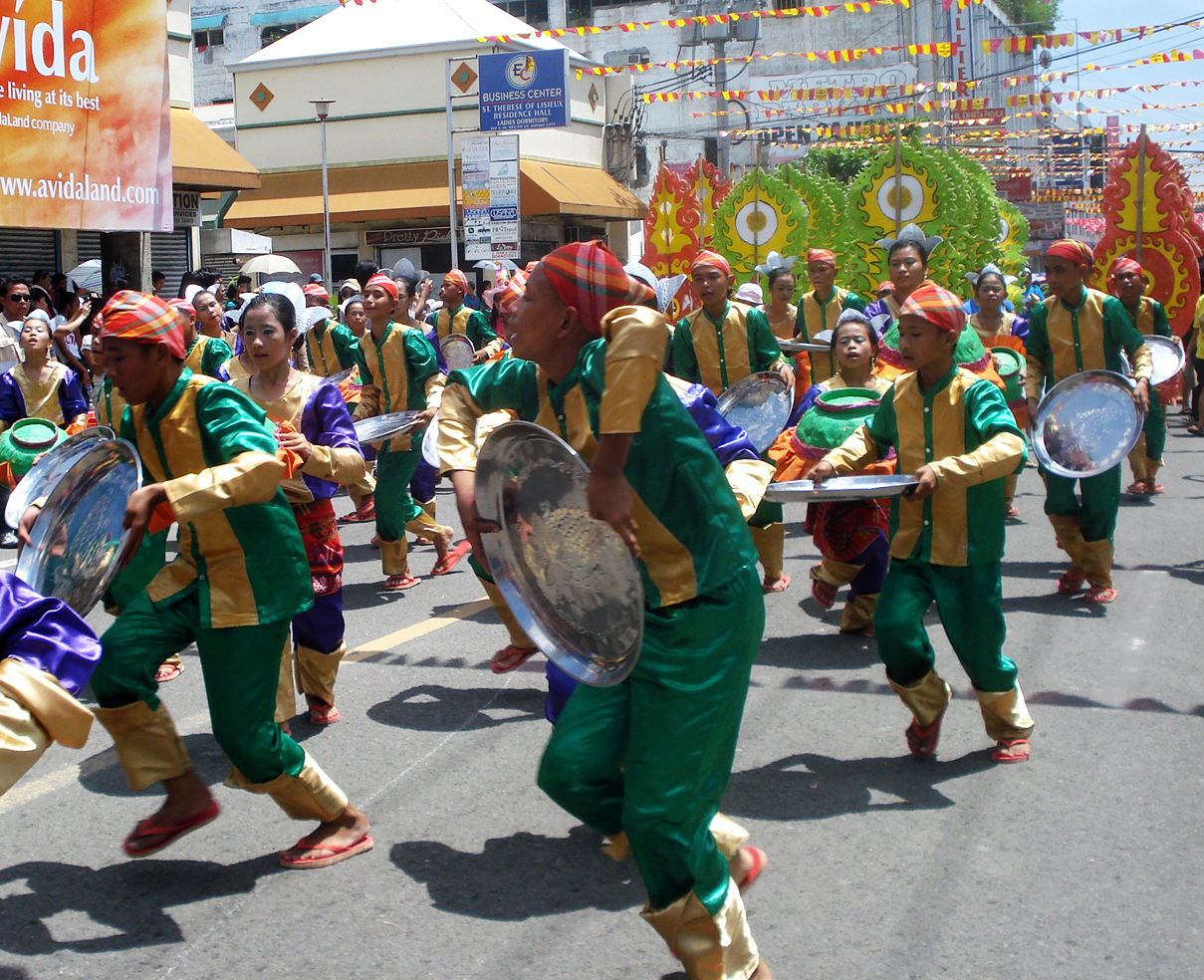
Ballerini durante un'esibizione di ballo
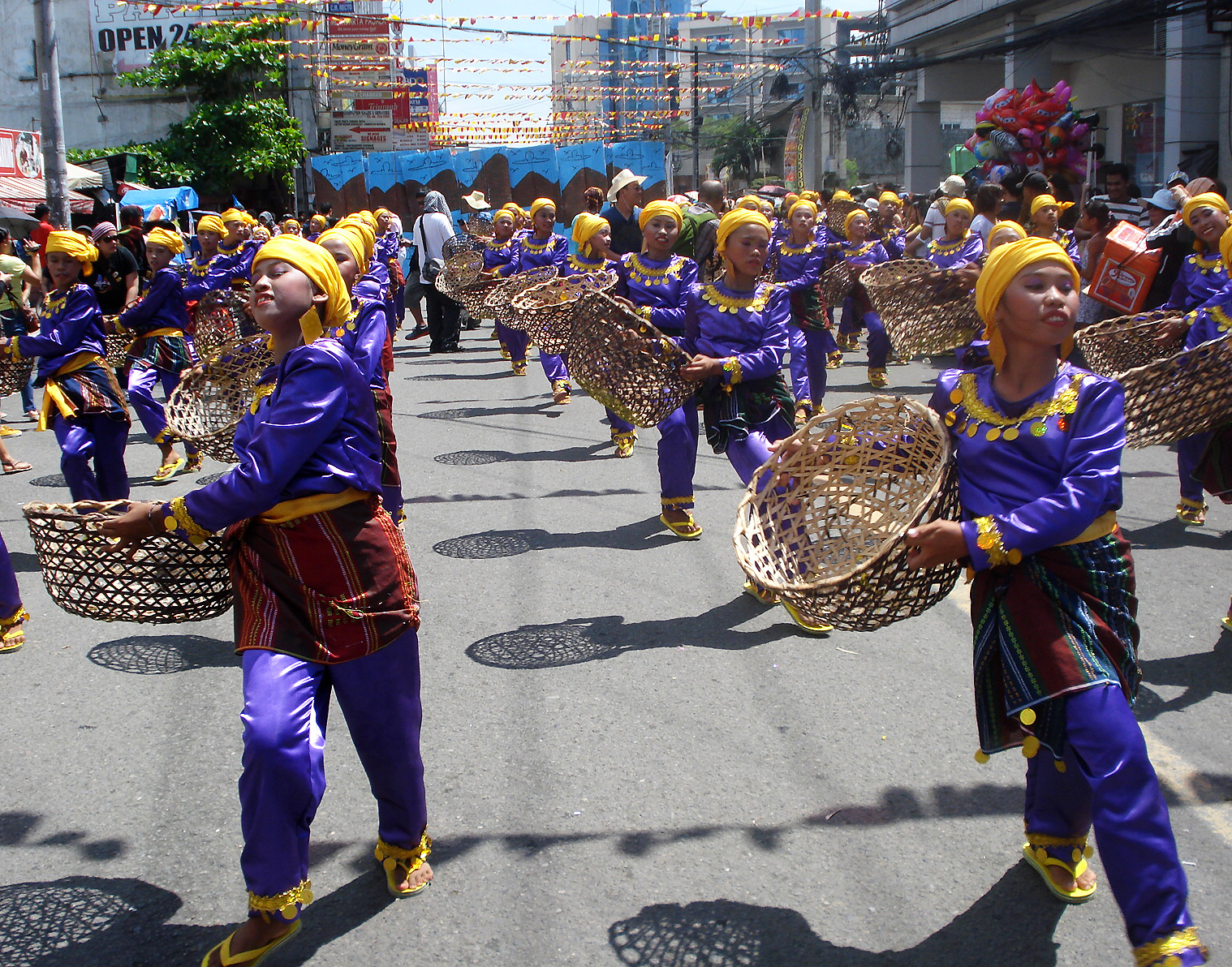
Ballerine durante un'esibizione di ballo
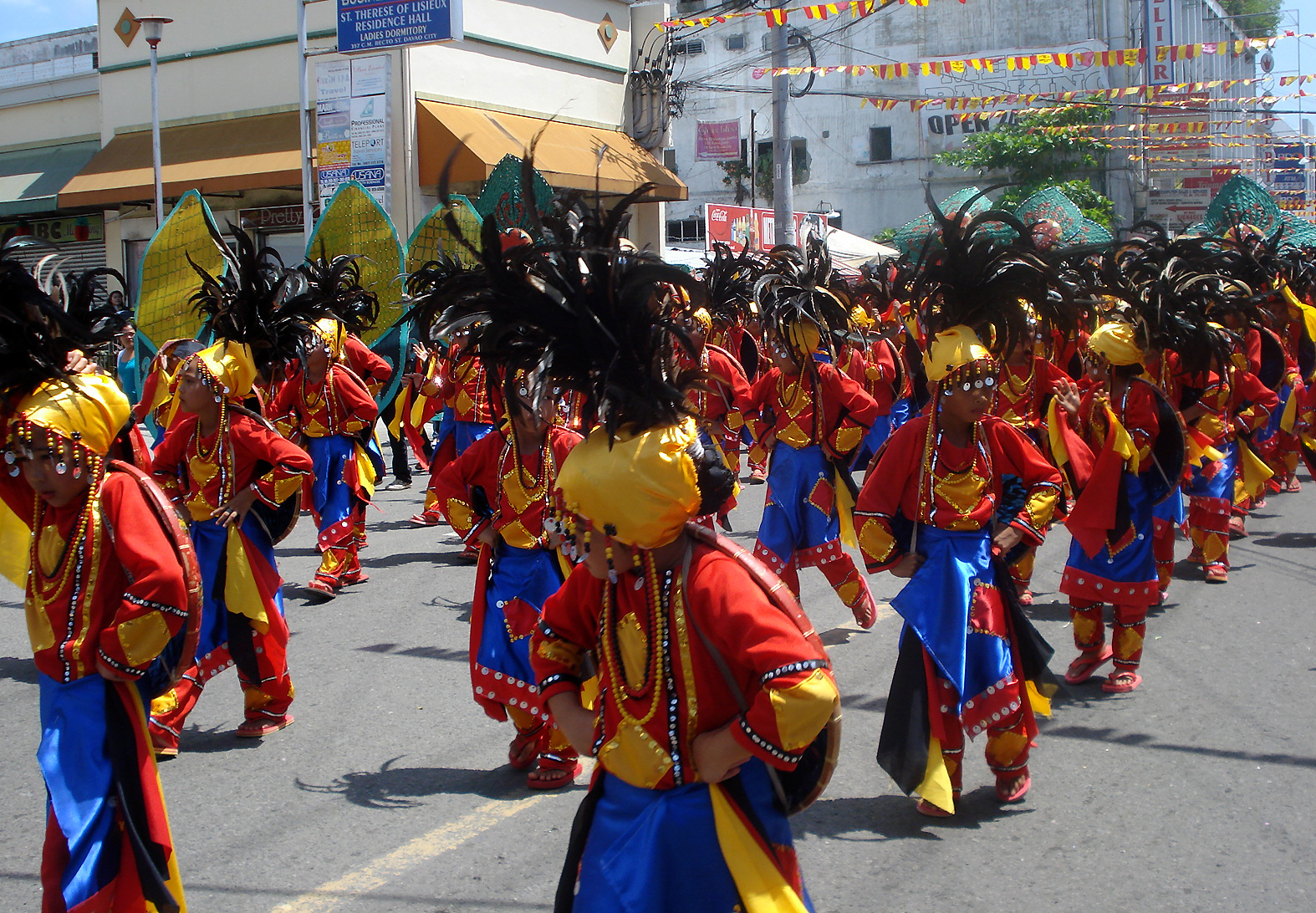
Ballerine durante un'esibizione di ballo
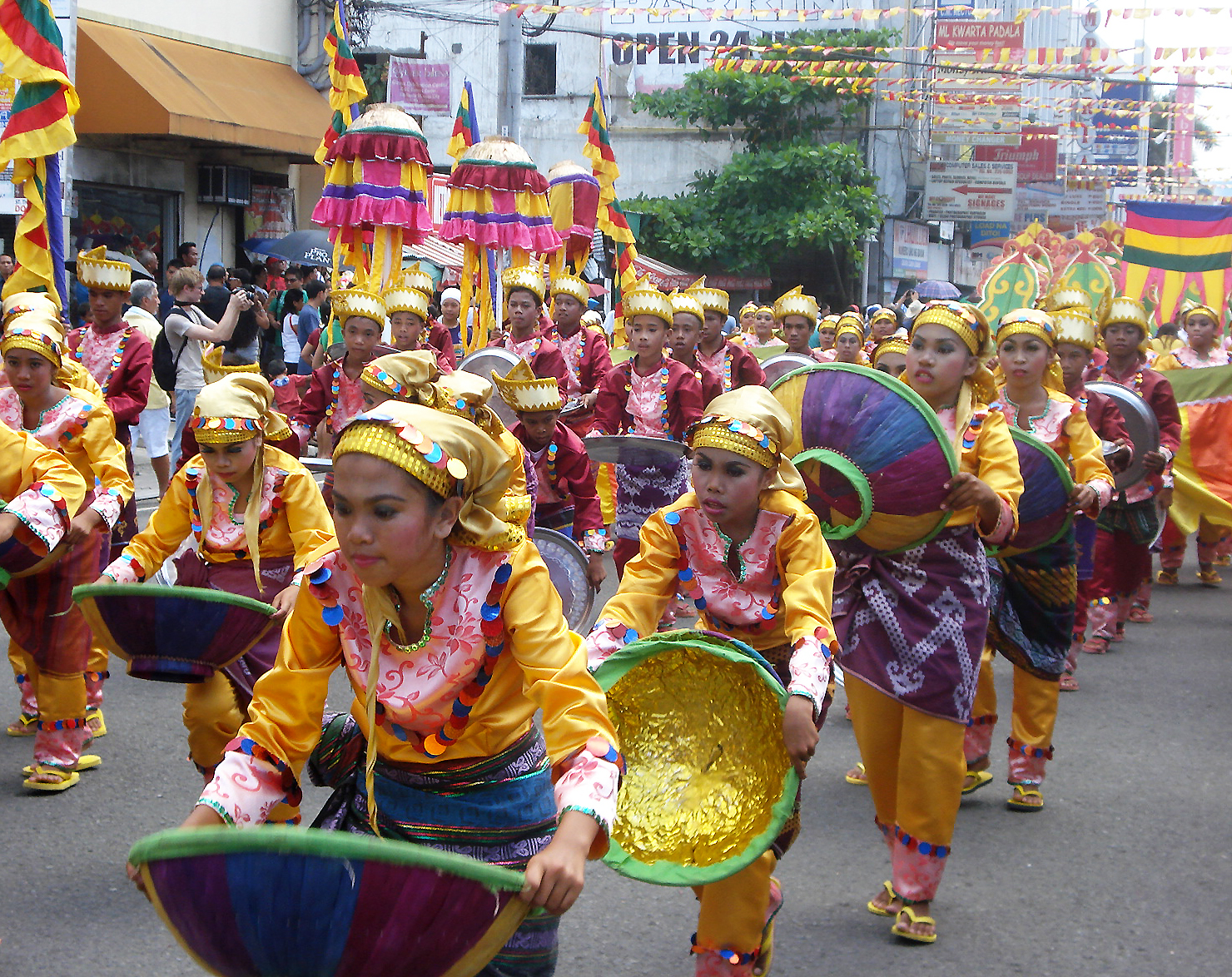
Kadayawan Festival